# Леополіс (Вісконсин)
Леополіс (англ. Leopolis) — переписна місцевість (CDP) в США, в окрузі Шавано штату Вісконсин. Населення — 86 осіб (2020).

## Географія
Леополіс розташований за координатами 44°45′57″ пн. ш. 88°50′40″ зх. д. / 44.76583° пн. ш. 88.84444° зх. д. (44.765903, -88.844582).  За даними Бюро перепису населення США в 2010 році переписна місцевість мала площу 0,97 км², уся площа — суходіл. В 2017 році площа становила 1,05 км², уся площа — суходіл.

## Демографія
Згідно з переписом 2010 року, у переписній місцевості мешкало 87 осіб у 34 домогосподарствах у складі 22 родин. Густота населення становила 90 осіб/км².  Було 43 помешкання (45/км²).
Расовий склад населення:
| - 96,6 % — білих - 1,1 % — корінних американців - 2,3 % — осіб інших рас |

До двох чи більше рас належало 0,0 %. Частка іспаномовних становила 4,6 % від усіх жителів.
За віковим діапазоном населення розподілялося таким чином: 26,4 % — особи молодші 18 років, 55,2 % — особи у віці 18—64 років, 18,4 % — особи у віці 65 років та старші. Медіана віку мешканця становила 40,5 року. На 100 осіб жіночої статі у переписній місцевості припадало 93,3 чоловіків;  на 100 жінок у віці від 18 років та старших — 82,9 чоловіків також старших 18 років.
Середній дохід на одне домашнє господарство  становив 44 377 доларів США (медіана — 33 611), а середній дохід на одну сім'ю — 53 689 доларів (медіана — 34 583). За межею бідності перебувало 9,0 % осіб, у тому числі 0,0 % дітей у віці до 18 років та 18,2 % осіб у віці 65 років та старших.
Цивільне працевлаштоване населення становило 29 осіб. Основні галузі зайнятості: роздрібна торгівля — 55,2 %, освіта, охорона здоров'я та соціальна допомога — 20,7 %, виробництво — 10,3 %, сільське господарство, лісництво, риболовля — 10,3 %.